# Julien Biere
Julien Kurt Biere (* 1949) ist ein deutscher Medienproduzent, Autor und Kommunikationsberater.

## Leben und Wirken
Biere lebte nach dem Abitur in England, wo er in der Musikindustrie arbeitete (Studio London von Polydor Records) und als Schlagzeuger in der Studioband „Nexus“. 1970 zog er nach München, wo er neben dem Studium Wort-Musik-Sendungen für die Redaktion Pop Sunday beim Bayerischen Rundfunk schrieb und sich in der Entwicklung von Hörtexten und Audioproduktion fortbildete. 1971 schloss er sich der Dritte-Welt-Solidaritätsbewegung an, wo er seine Kenntnisse der Ton- und Bildgestaltung einbrachte und 1972 die erste entwicklungspolitische Tonbildschau (Dia-AV) produzierte.
An der Ludwig-Maximilians-Universität München studierte er Soziologie bei Horst Holzer, sowie Psychologie, Volkswirtschaftslehre und Geographie. 1976 erhielt er einen Abschluss als Diplom-Soziologe. 1983 promovierte er zum Dr. rer. soc. an der Justus-Liebig-Universität Gießen bei Reimer Gronemeyer. Er forschte über audiovisuelle Basismedien und entwicklungspolitische Bewusstseinsbildung unter Bezug auf die realistische Methode Alexander Kluges, die Befreiungspädagogik Paulo Freires und dessen Konzept der Conscientização.
1972 gründete er das „AVZ Basismedien – Zentrum für audiovisuelle Öffentlichkeitsarbeit, gem. e. V.“, u. a. mit dem Fotografen Lothar Schiffler, der Psychologin Luise Lehmann und Udo Pollmer, aus der die „AV-Akademie für medienpädagogische Forschung und Praxis, München – Bonn“ hervorging. Mit der AV-Akademie produzierte Julien Biere vorwiegend entwicklungs- und friedenspädagogische AV-Medien für die Jugend- und Erwachsenenbildung. Biere entwickelte ein Medienkompetenz förderndes Fortbildungsmodell, welches in den 1970er und 80er Jahren in der Ausbildung und Betreuung von deutschen und österreichischen Entwicklungshelfern eingesetzt wurde, die „Werkstattseminare zur Selbstherstellung von AV-Medien“.
1985 gründete er die Münchner Tonbildtage, welche sich bis 1993 als Munich MultiMedia zum europäischen Festival für Dia-AV und Multivision entwickelten. Neben Lehraufträgen an Hochschulen in Hamburg, Furtwangen, München und Salzburg schrieb Julien Biere vier Lehrbücher, u. a. „Professionelle Dia-AV“ (Kodak Fotobuchpreis) und „The Guide to Multi-Image“, zwei Standardwerke der AV-Branche. Nach dem Durchbruch der Digitalisierung in der Fotografie verfasste Julien Biere für den Verlag Photographie in Zusammenarbeit mit der KODAK AG das Lehrbuch „Goldene Scheiben“.
1995 gründete er den Verlag Weidmann & Biere Publishing und publizierte mehrere Multimedia-CD-ROMs. 1999 produzierte er seine ersten Websites, u. a. die Online-Literaturwerkstatt „Der Traum vom Leben im Süden“.
Seit den 1990er Jahren war Julien Biere als Kommunikationsexperte in der bilateralen und internationalen Entwicklungszusammenarbeit tätig, vor allem für die Deutsche Gesellschaft für Internationale Zusammenarbeit – GIZ (vormals GTZ). Er entwickelt hier neben Kommunikationskampagnen, Printmedien und Ausstellungen vor allem Internetlösungen, insgesamt über zwanzig Portale auf Deutsch, Englisch, Französisch, Spanisch, Russisch und Arabisch.
2004–2007 entwickelte er die Multimedia-Ausstellung „REX – Regensburg Experience“, ein multimediales Informationszentrum zur Geschichte, Gegenwart und Zukunft der Welterbe-Stadt in Zusammenarbeit mit dem Medieninformatiker Jan Borchers von der RWTH Aachen, der Universität Regensburg und der ETH Zürich.
Seit 2010 wendete er sich wieder der audiovisuellen Produktion zu. 2013 produzierte er für das Bundesministerium für wirtschaftliche Zusammenarbeit und Entwicklung die Filme „Unternehmen, Chancen. Entwicklung“ und „Die Welt ist auf Ihrer Seite“. Seit 2015 leitet er das filmische Forschungsprojekt zum demografischen Wandel "Länger leben - Was uns erwartet" (Living Longer - 50 Ways to Look at Age), welches 2018 in den Kinos startete.
Julien Biere ist Vater des Informatikers Armin Biere.

## Werke

### Bücher
- Co-Autor von Dritte Welt hrsg. v. Institut für Film und Bild in Wissenschaft und Unterricht FWU, Grünwald; Schwarzbuch des entwicklungspolitischen Films hrsg. v. Medienausschuß entwicklungspolitischer Gruppen, München, und vom Medienhandbuch Dritte Welt, Hammer-Verlag, Wuppertal 1980/81
- Entwicklungspolitische Bildungsarbeit mit audiovisuellen Basismedien – Entwicklung von unten mit Medien von unten. Verlag der AV-Akademie Bonn-München 1983
- Ton + Dia. Ein Handbuch zur Medienpraxis. Jugenddienst/Hammer Verlag, Wuppertal 1983
- Professionelle Dia-AV. Verlag Photographie, Schaffhausen 1988, ISBN 3-7231-9500-8.
- The Guide to Multi-Image. Verlag Photographie, Schaffhausen, Honolulu, New York (1990)
- Goldene Scheiben – Erfolgreich präsentieren mit Photo-CD und Portfolio Disc. Verlag Photographie, Schaffhausen 1996, ISBN 3-7231-0042-2
- Mit G. Bartels und L. Lehmann: Soziale Vermarktung von Verhütungsmitteln in Entwicklungsländern – Empfehlungen für die deutsche Entwicklungszusammenarbeit. Forschungsberichte des Bundesministeriums für wirtschaftliche Zusammenarbeit und Entwicklung, Band 121, Weltforum Verlag, München 1997, ISBN 3-8039-0466-8
- Mit János Eifert & Zeni Jung: BodyArt Portfolio (deutsch), Portfolio-CD mit Buch, Verlag Photographie, Schaffhausen 1997, ISBN 3-7231-0047-3
- 50 Blicke aufs Alter. Das Buch zum Film "Länger leben - 50 Blicke aufs Alter" mit Fotografien von Brigitte Weidmann und einem Vorwort von Reimer Gronemeyer. Norderstedt. 2018, ISBN 978-3-7528-0369-3, ISBN 978-1-7247-7080-6

### Audiovisuelle Medien
- Angst in der Schule. Medienpaket: Tonbildschau und Unterrichtsmaterialien
- Blick nach innen. 3-Projektoren/Single-Screen. Modern Art Mandala-Meditation (Mamtami)
- Corsica. Panorama-Show mit 6 Projektoren auf 3 Felder, z. T. mit Live-Konzert der Gruppe Caramusa
- Die Erfindung der Familie. 3-teilige Tonbildschau/Video
- Die letzten Tage der Wälder. Medienpaket, Dia-AV und Video
- Die saure Geschichte der süßen Banane. Tonbildschau
- Eines Tages werdet Ihr erwachen – die Rede des Häuptlings Seattle. Tonbildschau
- Jamaica – der bittere Zucker. 3-teiliges Medienpaket: AV/Video/Buch
- Nothing Compares To You. 12-Projektoren + Lasershow für Garmisch-Partenkirchens Bewerbung beim Weltskiverband FIS
- Mit Lothar Schiffler: The Living Planet. 4-Projektoren/Single-Screen-Show für Olympus Optical
- The Power of Multi-Image. 8-Projektoren/Single-Screen-Show
- Wir haben ein Patenkind. Medienpaket
- Le couvercle Tabouna. Tunesien. Promotion-Spot für energiesparenden Ofen. Betacam
- Réserve de la Biosphère de l'Arganeraie. Marokko. Dokumentarfilm. GTZ für Expo 2000.
- Gestion environnementale – Entreprises Pilotes. Tunesien. Dokumentarfilm für GTZ.
- Unternehmen. Chancen. Entwicklung. Imagefilm für BMZ 2013.
- Die Welt ist auf Ihrer Seite. Imagefilm für BMZ 2013.
- Länger leben - Was uns erwartet. DE 2018. 82 Min.
- 50 Blicke aufs Alter. DE 2019. 87 Min.
- 50 Ways To Look At Age. DE 2019. 55 Min.

### Multimedia
Verlag Weidmann & Biere Publishing / Verlag Laterna Magica, München, 1995–1997:
- Mit Christian Adler: Nauja, das Eskimokind, Multimedia-CD, Reihe Planet der Kinder, Vol. 1
- Mit Lothar Schiffler: PhotoArt Portfolio CD, Vol. 2: Architecture & Technical Structures, CD-ROM
- Mit Lothar Schiffler: PhotoArt Portfolio CD, Vol. 3: Water, Weather, Landscapes & Seasons, CD-ROM
- Mit Lothar Schiffler: PhotoArt Portfolio CD, Vol. 4: Objects & Symbols, CD-ROM
- Mit Lothar Schiffler: PhotoArt Portfolio CD, Vol. 5: People, CD-ROM
- Mit János Eifert & Zeni Jung: BodyArt Portfolio CD (englisch, französisch), Portfolio-CD
- Mit Brigitte Weidmann: The Zimbabwe Experience/Simbabwe entdecken. Multimedia-CD (deutsch/englisch)

### Erlebnisausstellung
REX – Regensburg Experience in Zus.arbeit mit Nokia Research Center, Uni Regensburg, RWTH Aachen, ETH Zürich
- 2005 im Historischen Salzstadl
- 2007 im Obermünster-Museum.